# L'Honnête Monsieur Freddy
Pour le film de 1943, voir Good Morning, Judge.

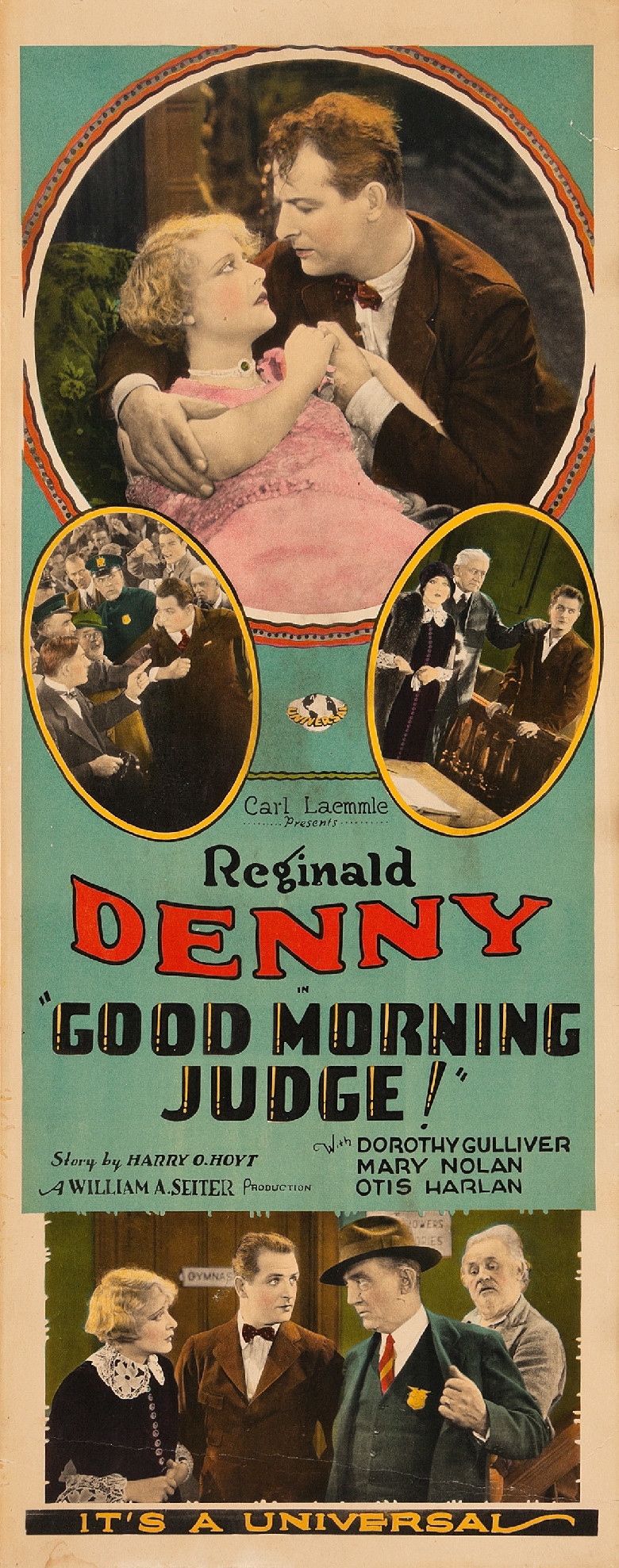
Affiche du film.

L'Honnête Monsieur Freddy (Good Morning, Judge) est un film américain réalisé par William A. Seiter, sorti en 1928.

## Synopsis
Freddie, un jeune homme riche et oisif, rencontre Julia Harrignton, une travailleuse sociale généreuse qui dirige un refuge pour criminels repentis. En lui révélant qu'il est un criminel endurci, il est autorisé à rester dans son établissement. Lors d'un bal de charité donné par sa sœur en l'honneur de ses collègues pauvres et sans abri, Freddie découvre que certains des hommes volent des bijoux des amis de la jeune fille de la mission. Il révèle sa véritable identité, démasque les voleurs, récupère les bijoux et conquiert le cœur de la jeune fille.

## Fiche technique
- Réalisation :  William A. Seiter
- Scénario : Harry O. Hoyt, Joseph F. Poland, Tom Reed, Earle Snell, Beatrice Van
- Photographie : Arthur L. Todd
- Montage : Edward M. McDermott, John Rawlins
- Production : Universal Pictures
- Distributeur : Universal Pictures
- Durée : 60 minutes
- Date de sortie : 29 avril 1928

## Distribution
- Reginald Denny : Freddie Grey
- Mary Nolan : Julia Harrington
- Otis Harlan : Jerry Snoot
- Dorothy Gulliver : Ruth Grey
- William B. Davidson : Elton (as William Davidson)
- Bull Montana : First Crook
- William Worthington : Mr. Grey Sr
- Sailor Sharkey : Second Crook
- Charles Coleman : Butler
- William H. Tooker : Juge